# بخش‌های دپارتمان لواره
بخش‌های دپارتمان لواره (انگلیسی: Arrondissements of the Loiret department) شامل ۳ بخش به شرح زیر است:
1. بخش مونترگی با ۱۲۶ کمون (فرانسه) و جمعیت ۱۷۰ هزار نفر در سال ۲۰۱۳ می‌باشد.
2. بخش اورلئان با ۱۲۱ کمون (فرانسه) و جمعیت ۴۳۱ هزار نفر در سال ۲۰۱۳ می‌باشد.
3. بخش پیتیوی‌ار با ۷۹ کمون (فرانسه) و جمعیت ۶۳ هزار نفر در سال ۲۰۱۳ می‌باشد.